# 병용 궤도
병용 궤도(倂用軌道) 혹은 노면 궤도(路面軌道)란 도로상에 부설된 궤도를 의미한다. 노면전차 등에서 잘 찾아볼 수 있는 부설형태이지만 일반적인 철도차량이 달리는 경우도 있는데 그런 식으로 도로상 이외의 장소에 확보된 궤도를 전용궤도라 부른다. 한국의 경우 1968년 모든 노면전차가 폐기되어 병용궤도가 사라졌으나 최근 무가선 노면전차(트램)의 도입계획으로 새롭게 재도입될 예정이며 2013년 한국철도기술연구원이 개발한 매립형 철도 궤도 시스템이 교통 신기술 제 13호로 지정되었다. 매립형 궤도란 철도궤도를 땅 속에 매립하여 설치하는 것을 의미한다.

## 나라별 병용 궤도

### 대한민국

#### 노면전차 혼용차로
법 제18조의2제2항에서 "국토교통부령으로 정하는 사유"란 다음 각 호의 어느 하나에 해당하는 경우를 말한다.
1. 노면전차 전용도로 또는 전용차로의 설치로 인하여 해당 도로의 설계서비스수준(「도로의 구조·시설 기준에 관한 규칙」제7조에 따른  수준을 말한다)이 국토교통부장관이 정하는 등급 이하로 되는 경우
2. 자동차 등의 주행로를 노면전차 전용도로나 전용차로와 구분하여 설치할 수 없을 정도로 도로가 좁은 경우

#### 노면전차 전용도로 및 전용차로
① 노면전차 전용도로에는 자동차 등이 진입하지 못하도록 도로 또는 차로와의 경계부에 분리대, 연석, 그 밖에 이와 유사한 시설물을 설치하거나 노면 높이를 달리하여야 한다.
② 노면전차 전용차로에는 자동차 등의 운전자에게 노면전차 전용차로임을 알리는 노면표시 또는 표지를 설치하여야 한다.
③ 노면전차의 운행방향이 인접한 도로에서의 자동차 등의 운행방향과 다른 경우 노면전차 전용도로 또는 전용차로의 경계부에 충돌방지 시설을 설치하여야 한다.

#### 교차로
① 노면전차 선로가 다른 도로나 다른 노면전차 선로와 교차하는 곳(이하 "교차로"라 한다)에서는 노면전차 선로를 다른 도로나 다른 노면전차 선로와 평면으로 교차하도록 설치할 수 있다.
② 교차로에는 물리적인 차단시설 설치를 최소화하여야 한다.

#### 노면전차 선로의 설치 기준
① 노면전차의 선로는 복선으로 한다. 다만,「도시철도법」제6조에 따른 노선별 도시철도기본계획 또는「사회기반시설에 대한 민간투자법」제10조에 따른 민간투자시설사업기본계획에서 정하는 구간은 단선으로 할 수 있다.
② 노면전차 선로는 하나의 운행노선 안에 도로연계형 선로(도로에 궤도가 설치되어 노면전차가 운행되는 선로를 말한다. 이하 같다)와 선로독립형 선로(기존 도로 외의 공간에 궤도가 설치되어 노면전차가 운행되는 선로를 말한다. 이하 같다)를 혼합하여 설치할 수 있다.
③ 혼용 선로(「도시철도법」제18조의2제2항에 따른 혼용차로에 설치된 선로를 말한다. 이하 같다) 구간은 전체 노면전차 선로의 5분의 1 이하가 되도록 하여야 한다.

#### 공공시설물
① 노면전차 선로 주변 도로에 맨홀을 설치하는 경우 노면전차가 운행되는 동안에도 맨홀에 접근할 수 있도록 건축한계(노면전차의 흔들림이나 선로의 비틀림 등을 고려하여 차량의 안전운행에 필요한 공간을 말한다. 이하 같다) 밖에 설치하여야 한다. 다만, 불가피한 경우 최소한의 맨홀을 건축한계 내에 설치할 수 있다.
② 노면전차 선로 안에 관로나 케이블 등의 시설물을 설치하는 경우 관로나 케이블 등의 유지보수를 쉽게 할 수 있도록 하고, 노면전차의 운행에 미치는 영향이 최소화되도록 하여야 한다.

#### 궤도의 설치 기준
① 노면전차 선로의 궤도(레일·침목 및 도상과 이들의 부속품으로 구성된 시설을 말한다. 이하 같다)는 허용되는 최고 속도에 따른 정적·동적 부하를 흡수할 수 있어야 한다.
② 노면전차가 궤도에서 탈선하지 않도록 궤도를 설계하여야 한다.
③ 교차로와 혼용 선로의 궤도는 다음 각 호의 요건을 모두 충족하여야 한다.
1. 궤도는 노면전차, 자동차 등의 하중을 견딜 수 있어야 한다.
2. 자동차 등이 궤도로 인하여 미끄러지지 않도록 하여야 한다.

#### 궤도중심과의 거리
특별시장·광역시장·특별자치시장·도지사·특별자치도지사(이하 "시·도지사"라 한다)는 노면전차와 노면전차시설의 특성, 운행조건을 고려하여 다음 각 호의 거리를 별도로 정할 수 있다.
1. 궤도의 중심과 인접한 궤도 중심 간의 거리
2. 궤도와 인접한 궤도 사이에 있는 전력공급을 위한 전봇대나 궤도의 분리시설에서 궤도의 중심까지의 거리
3. 궤도와 자동차 등 운행차로와의 경계시설 또는 경계선과 궤도의 중심까지의 거리
4. 궤도의 중심에서 보도까지의 이격거리
5. 그 밖에 노면전차의 안전운행을 위하여 시·도지사가 필요하다고 판단하는 시설물 간의 거리

#### 도로연계형 선로의 궤도 설치
① 도로연계형 선로의 궤도는 다음 각 호의 기준에 따라 설치하여야 한다.
1. 플랜지웨이(flange way, 바퀴에서 차량의 횡방향 탈선을 방지하는 역할을 하는 플랜지가 지나갈 수 있도록 만든 공간을 말한다)는 다른 도로 이용자의 통행을 방해하지 않도록 건설하여야 한다.
2. 궤도의 상단면 높이는 도로의 표면 높이와 같도록 하여야 한다.
② 혼용 선로, 교차로, 그 밖에 보행자나 자동차 등이 사용하는 구간은 매립형 궤도로 설치하여야 한다.

#### 분기기
궤도의 이동으로 다른 도로 이용자에게 위험을 일으킬 수 있는 곳 또는 자동차 등이 손상을 줄 수 있는 곳에 분기기(노면전차가 운행하는 궤도의 방향을 다른 궤도 방향으로 바꾸기 위한 궤도 구조물을 말한다. 이하 같다)를 설치하여서는 아니 된다.

#### 선로전환기
① 선로전환기(제12조에 따른 분기기의 방향을 변환시키는 장치를 말한다. 이하 같다)는 궤도의 방향 전환으로 인한 사고 위험을 최소화하기 위해 노면전차가 선로전환기에 충분히 가까워졌을 때 작동되도록 하되, 노면전차의 운전자가 진행방향을 확인하고 멈출 수 있는 거리에 있을 때에 작동되도록 설치하여야 한다.
② 선로전환기는 노면전차가 통과하는 중에는 궤도의 방향이 전환되지 아니하도록 쇄정(쇄정, 전기적 또는 기계적으로 작동되지 아니하도록 잠금장치를 하는 것을 말한다. 이하 같다)되어야 한다.
③ 자동 선로전환기는 원격으로 제어가 가능하도록 하되, 수동으로도 작동할 수 있도록 하여야 한다.
④ 선로전환기는 노면전차의 구동장치에서 발생하는 전류에 의하여 영향을 받지 않도록 설치하여야 한다.

#### 대피시설
도로연계형 선로의 경우 별도의 대피시설을 설치하지 아니하고 선로를 대피로로 이용할 수 있다.

#### 궤도 배수
궤도는 적절한 배수기능을 갖추어야 하고, 도로 내의 궤도 배수시설은 도로의 배수시설과 연결되도록 하여야 한다.

#### 차량 검지
노면전차의 검지(검지)장치(차량의 현재 위치, 상태 등을 파악하여 필요한 조치를 취할 수 있도록 하는 장치)는 노면전차의 운행속도, 교차로 및 보행자 횡단시설의 안전 등을 고려하여 설치하여야 한다.

## 사진
- 병용궤도를 달리는 도쿄 도 교통국 노면전차 아라카와 선

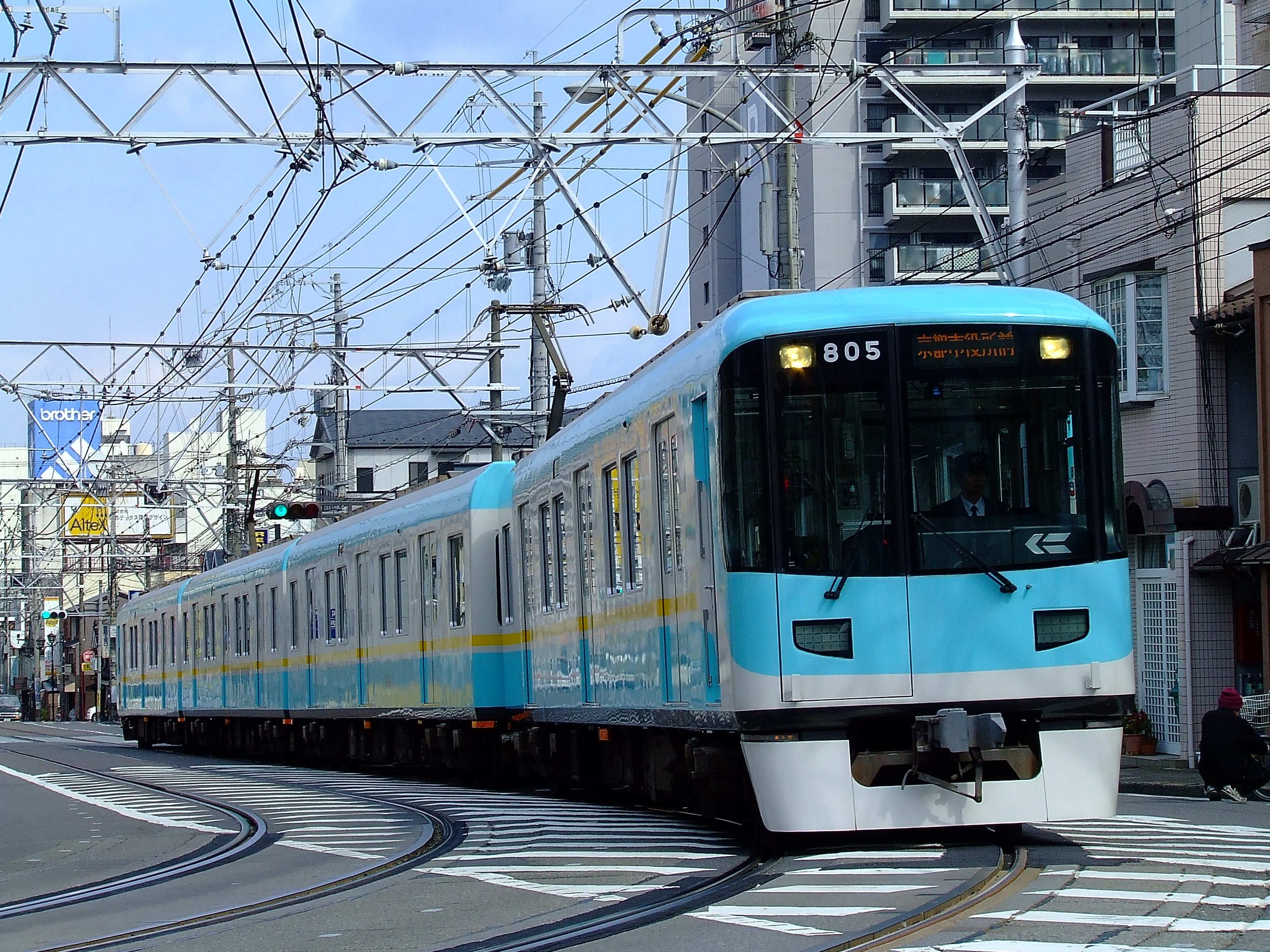
일본 게이한 전기 철도의 병용궤도
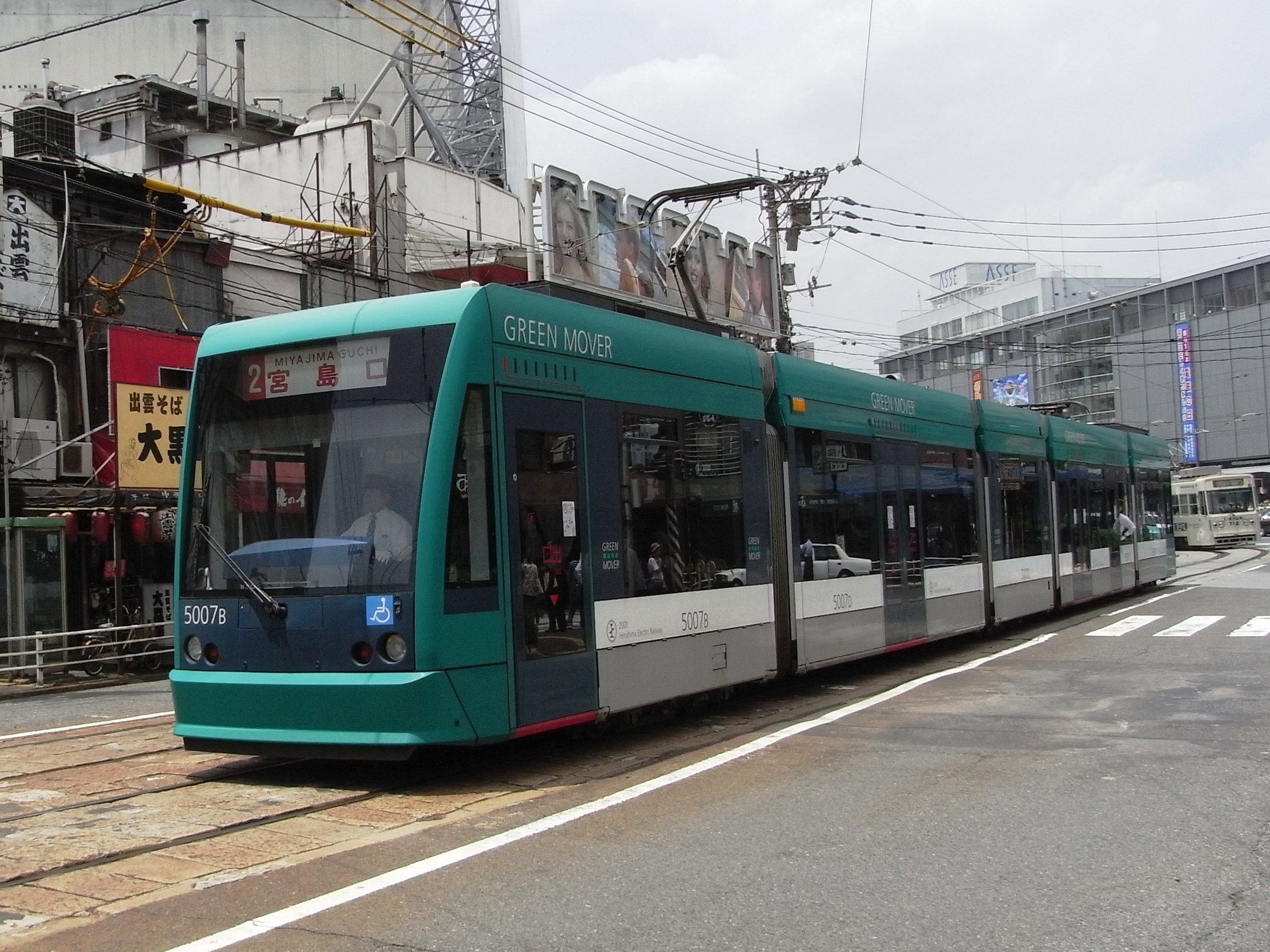
일본 히로시마 전철의 병용궤도
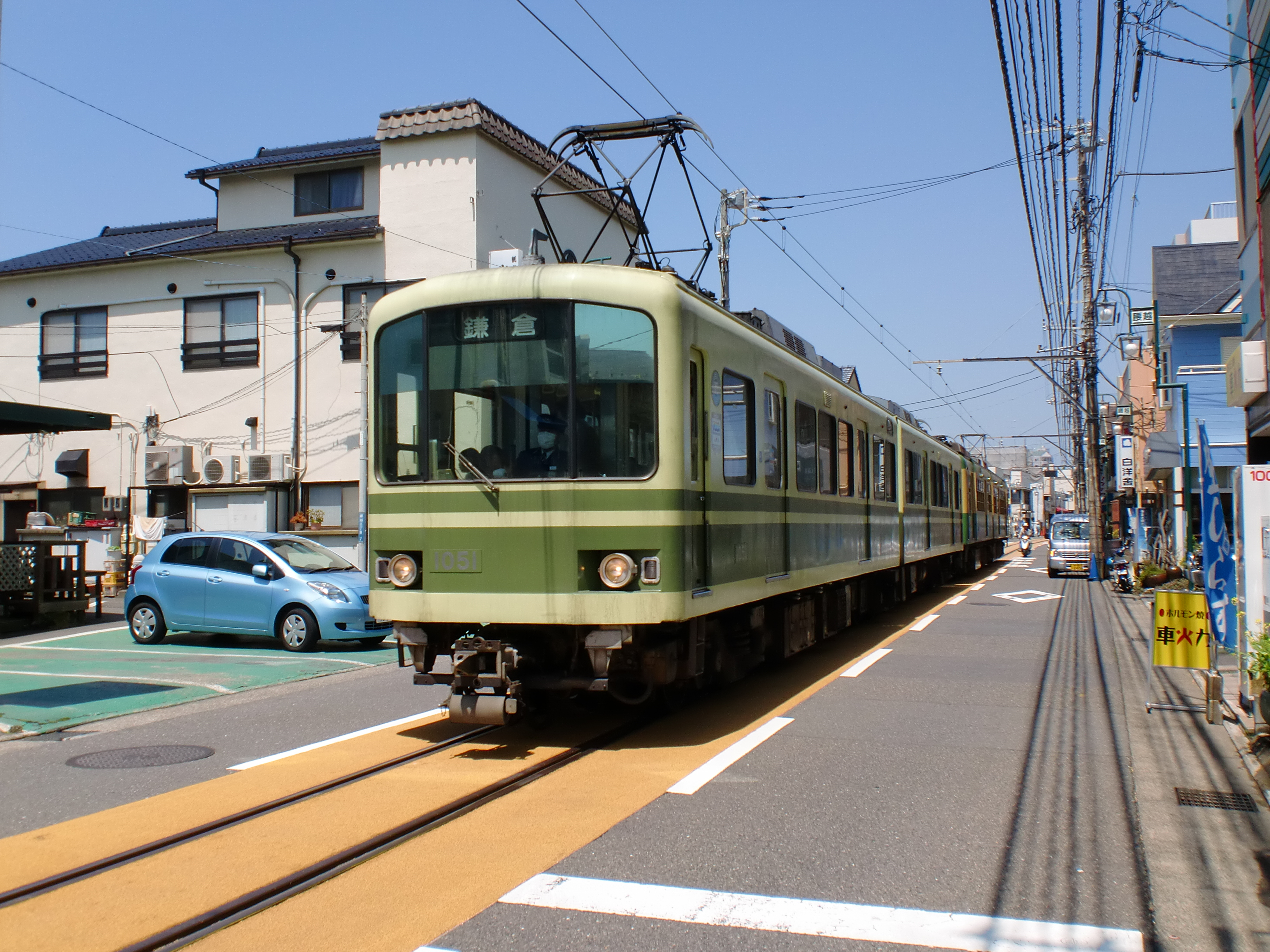
일본 에노시마 전철의 병용궤도

## 같이 보기
- 노면전차
- 철도
- 도로